# Флавий Лампадий
Флавий Лампадий (на латински: Flavius Lampadius) е политик на Византийската империя през 6 век.
През 530 г. той е консул заедно с Руфий Генадий Проб Орест на Запад.